# Gillichthys mirabilis
Gillichthys mirabilis é uma espécie de peixe da família Gobiidae e da ordem Perciformes.

## Morfologia
- Os machos podem atingir 21 cm de comprimento total.[3][4]

## Reprodução
É ovíparo e os machos protegem os ovos.

## Predadores
Nos Estados Unidos da América sofre predação por Paralichthys californicus.

## Habitat
É um peixe de clima subtropical e demersal.

## Distribuição geográfica
É encontrado no Oceano Pacífico oriental: desde a Baia de Tomales (Norte de Califórnia, Estados Unidos da América) até ao Golfo da Califórnia.

## Observações
É inofensivo para os humanos.